# Blimbing Gede
Blimbing Gede is een bestuurslaag in het regentschap Bojonegoro van de provincie Oost-Java, Indonesië. Blimbing Gede telt 1582 inwoners (volkstelling 2010).